# Universidade de Bradford
A Universidade de Bradford (University of Bradford) é uma universidade pública inglesa localizada na cidade de Bradford, West Yorkshire. Recebeu sua carta régia em 1966, tornando-se a quadragésima universidade criada na Grã-Bretanha, embora suas raízes remontem ao século XIX. Possui dois campi: o principal, localizado em Richmond Road, e a Escola de Administração (School of Management), em Emm Lane.
A população estudantil inclui 10.525 estudantes de graduação e 3.050 de pós-graduação. Alunos adultos representam cerca de um terço da comunidade de graduação. 22% dos estudantes são estrangeiros, originários de mais de 110 países.
Foi a primeira universidade britânica a criar um departamento de estudos da paz e conflitos, em 1973, que é hoje o maior centro do mundo para este tipo de estudo. O departamento possui reputação como um centro de excelência em pesquisa da paz, relações internacionais, estudos de segurança, resolução de conflitos e estudos do desenvolvimento.

## História

### Fundação e primeiras décadas

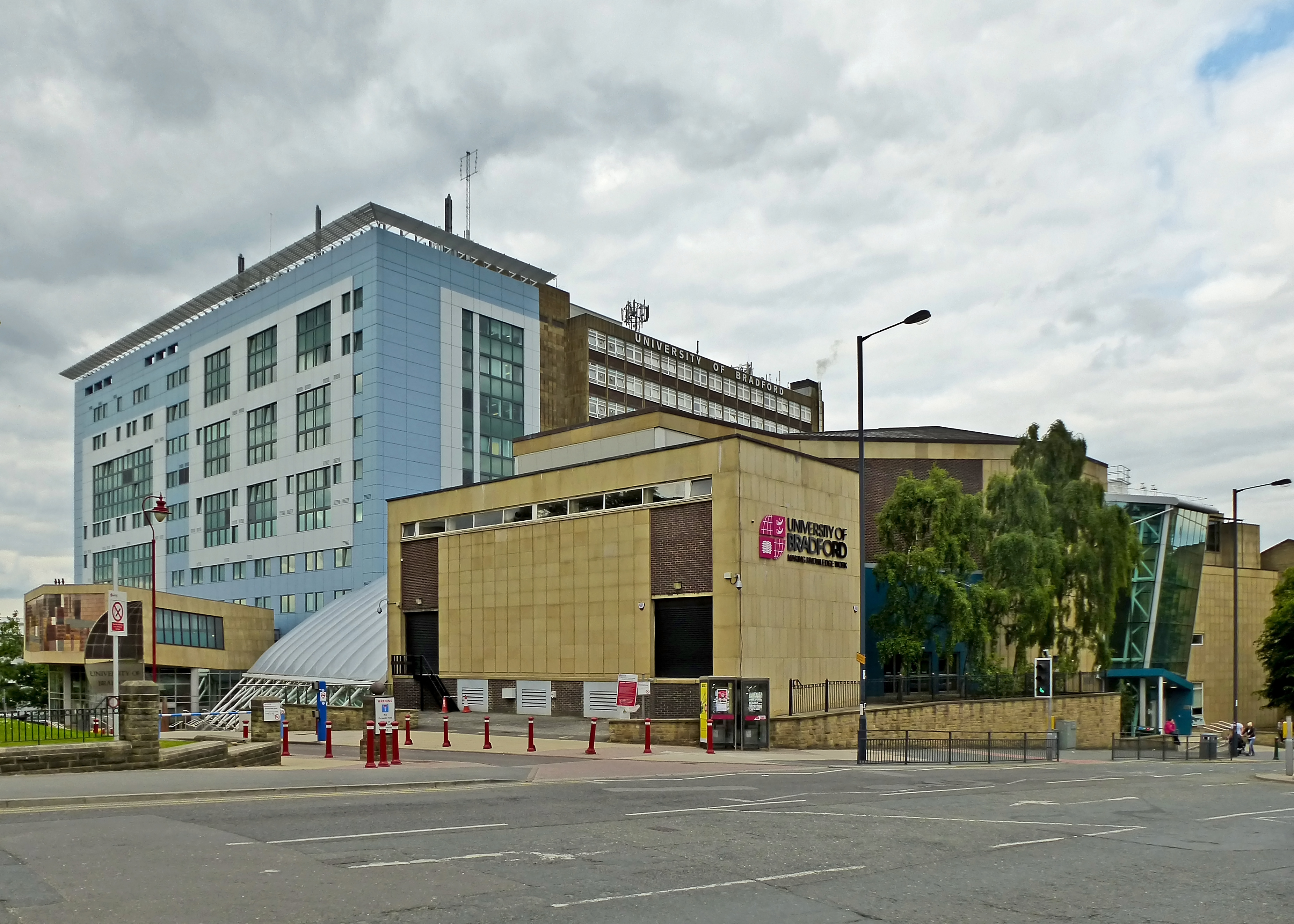
Edifício Richmond, em Richmond Road

As origens da Universidade remontam à fundação do Mechanics Institute, em 1832, formado em resposta às necessidades da cidade por trabalhadores com habilidades de ponta relevantes para o local de trabalho. Em 1882, o instituto tornou-se o Bradford Technical College e, em 1957, o Bradford Institute of Technology, formado como uma Faculdade de Tecnologia Avançada para assumir a execução de cursos de ensino superior. A construção do Edifício Richmond, o maior edifício no campus, começou em 1963. O Edjfício Horton e o Chesham oram adicionados na sequencia, no lado oposto da Richmond Road.
A Carta de Incorporação foi concedida em 1966, para criar a Universidade de Bradford; o então Primeiro-Ministro Harold Wilson tornou-se o primeiro chanceler da instituição.

### Anos 80 e 90
A expansão do Campus principal continuou na década de 1980, com a adição da Biblioteca e do Centro de Computação, Edifício Comum, Edifício Pemperton e Edifício Ashfield. Uma extensão da Biblioteca e do Centro de Computação foram criados em meados dos
anos 90. Em 1996, a Universidade se juntou à antiga Faculdade de Saude de Bradford e Airedale (Bradford and Airedale College of Health), que tornou-se a Escola de Estudos da Saúde (School of Health Studies) dentro da universidade.
O Departamento de Física foi fechado em 1980. O Departamento de Matemática foi fechado para novos alunos de graduação em 1997, com as demais atividades de pós-graduação e apoio sendo integradas ao Departamento de Computação como a Unidade de Matemática. No entanto o Departamento de Matemática já foi reaberto dentro da Escola de Computação, Informática e Mídia.
Em 1987, a Unidade tornou-se uma das doze integrantes fundadoras da Northern Consortium (NCUK).

### Século 21

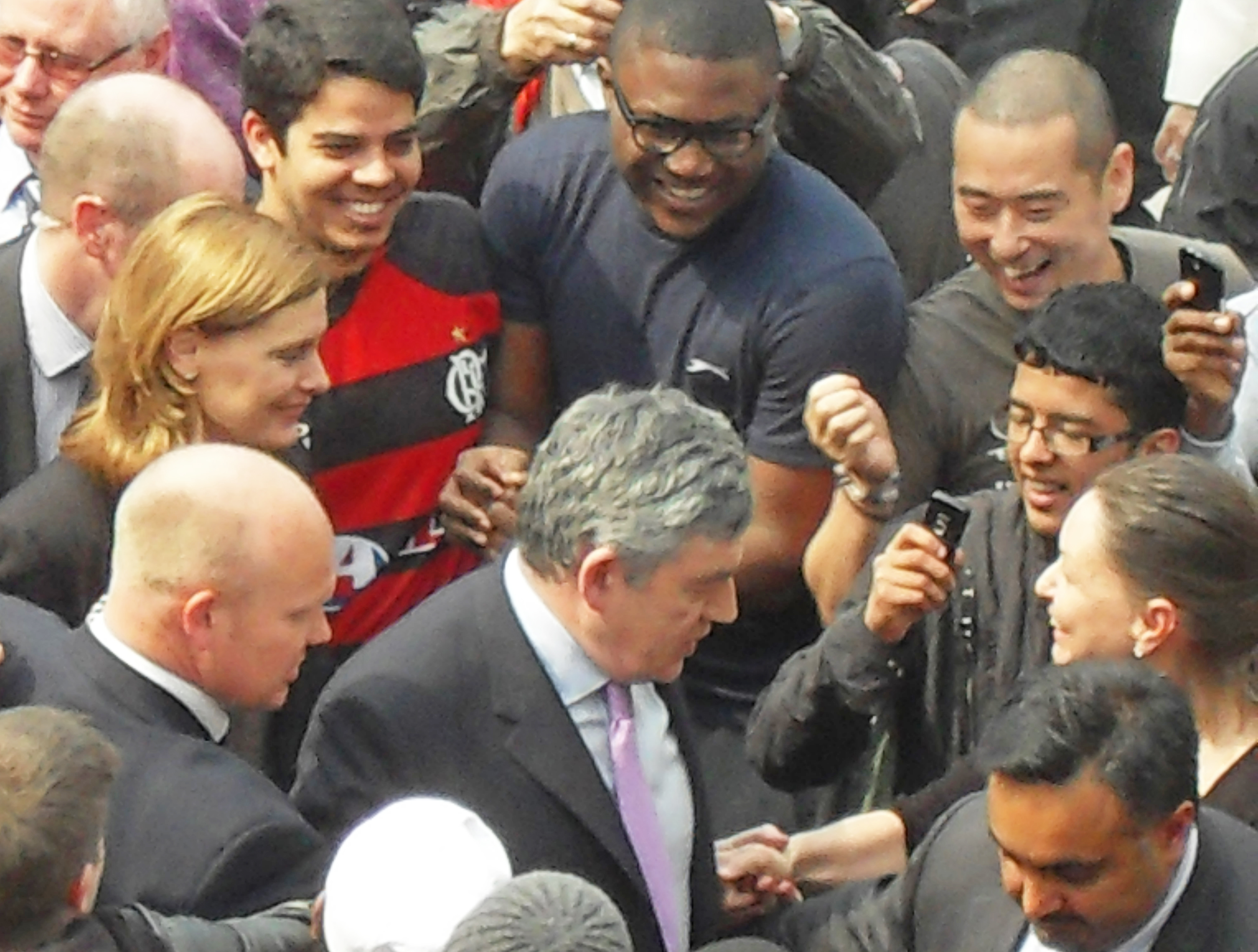
Então primeiro-ministro Gordon Brown em visita à Universidade

Em Setembro de 2009, foi anunciado que a Universidade iria se fundir com o Leeds College of Music. A Leeds College havia anunciado originalmente uma fusão com a Leeds Metropolitan University em Abril daquele ano. Entretanto, as discussões foram quebradas devido a problemas com o fornecimento de cursos de educação continuada na faculdade.
Mais tarde, foi anunciado que esta fusão entre a Universidade de Bradford e a Leeds College também não iria adiante devido a restrições financeiras, apesar de ambas as instituições estarem empenhadas na construção de uma relação de trabalho.
A universidade está passando por um programa de requalificação no valor de 84 milhões de Libras, incluindo a Central dos Estudantes, que hoje abriga a união dos estudantes, as zonas sociais e de estudo, e bares. A Escola de Estudos de Saúde foi recentemente transferida do Campus Trinity Road para o City Campus no verão de 2011, após grande remodelação, oferecendo novo estado para as instalações de arte.

## Campus

### Instalações

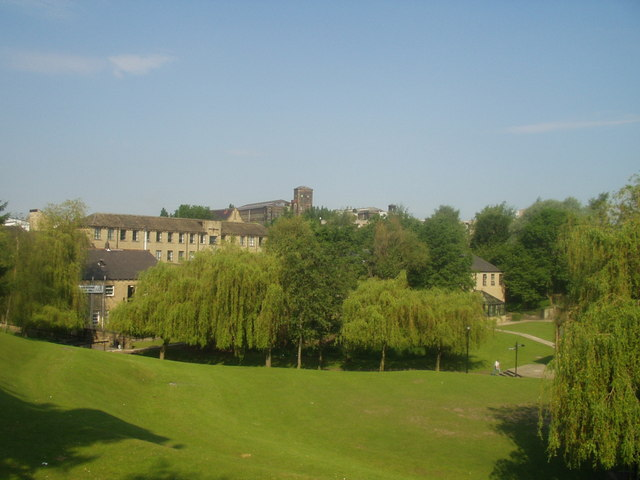
Anfiteatro

Em 2005, foi anunciado um valor de 84 milhões de libras para a remodelação do Campus, e o projeto para a criação da primeira 'Ecoversity' (algo como ecoversidade, em português) do mundo foi formada. A universidade teve como objetivo reduzir a sua pegada ecológica, reduzindo o desperdício e usando materiais sustentáveis.
A partir de 2008, vários dos projetos de remodelação foram concluídos. O Edifício Richmond foi re-revestido parcialmente com isolamento extra e um novo átrio; inaugurado em Dezembro de 2006, o telhado utiliza ETFE (Etileno Tetrafluoretileno), um polímero (um tipo de plástico) transparente que vem sendo utilizado no lugar do vidro - o mesmo material utilizado no Projeto Éden. O centro de pesquisa terapêutica do câncer foi movido para um local separado na estrada de All Saint em direção ao Campus principal, em um novo prédio que também oferece instalações para conferências; os edifícios do antigo local foram demolidos em Fevereiro de 2008.
A remodelação das instalações esportivas foram completadas no verão de 2009, e uma nova vila estudantil chamada "The Green" foi construída, sendo inaugurada em Setembro de 2011. Das salas existentes na Universidade, a localizado em Laisteridge Lane foi vendida em 2005, e as de Shearbridge Green foram demolidos em Dezembro de 2006. As de Longside Lane e Kirkstone foram demolidas na primeira metade de 2009.
A Universidade possui uma rede de computadores de ponta para o ensino, aprendizagem e avaliação, e também uma galeria de arte, teatro e centro de música. As obras realizadas incluem ainda uma grande reforma dos laboratórios na escola de ciências da vida, a criação de um novo conjunto para o MBA e uma biblioteca na escola de administração.

### Biblioteca
A Biblioteca J B Priestley permanece aberta durante 24 horas por dia durante a semana e mais horas limitadas no final de semana, com mais de 530.000 volumes, mais de 1.100 títulos de periódicos impressos e mais de 7.000 revistas eletrônicas. Além da biblioteca da universidade, há uma loja da livraria Blackwell localizada no Campus.
A Universidade ganhou, com seu campus, um prêmio por sua ‘Notável Contribuição ao Desenvolvimento Sustentável’ no The Times Higher Education Awards por dois anos consecutivos.

## Lema
O lema que aparece mais atualmente nas publicações da Universidade de Bradford é Making Knowledge Work (Fazendo o trabalho do Conhecimento), que se relaciona com o foco da instituição em cursos que levam ao emprego. A instituição anunciou, em junho de 2007, que iria utilizar esta frase como uma marca registrada.
Entretanto, o lema inscrito sob o brasão oficial é Give Invention Light (dás luz à invenção), o qual é feito a partir do Soneto 38 de Shakespeare. A Universidade também utilizou os slogans Be Inspired (Ser inspirado) e Confronting Inequality, Celebrating Diversity (Confrontanto Desigualdade, Celebrando Diversidade) em recentes materiais promocionais.

## Reputação e Rankings
O Good University Guide do jornal The Times coloca Bradford em sétimo lugar no Reino Unido para empregos de nível de graduação em 2005, saltando para segundo lugar em 2006.
A Universidade possui forte reputação em pesquisa e transferência de conhecimento. Ela é rankeada no top 50 de universidades inglesas com base em financiamento de pesquisas (HEFCE 2009–10).

## Organização e governança

### Chanceler
O atual Chanceler é o ex-jogador de críquete e político paquistanês Imran Khan, que foi empossado em 7 de Dezembro de 2005 em substituição à Baronesa Betty Lockwood, que serviu desde 1997.
Os chanceleres anteriores incluem;
- Trevor Holdsworth (1992–1997),
- John Harvey-Jones (1986–1991)
- Harold Wilson (mais tarde Lord Wilson de Rievaulx) (1966–1985).

### Vice-Chanceler
O atual Vice-Chanceler (desde 1 de Outubro de 2013) é Brian Cantor CBE, que anteriormente exercia o mesmo cargo na Universidade de York. Cantor assumiu em substituição ao professor Mark Cleary, que por sua vez veio da Universidade de Plymouth, onde atuava como vice-chanceler interino. Cleary estava previsto para começar em seu novo cargo após a aposentadoria de Chris Taylor, no dia 1 de maio. No entanto, devido à morte súbita de Roland Levinsky, o vice-reitor de Plymouth, a sua nomeação foi adiada para o Verão de 2007.
Cleary sucedeu Taylor, que ocupou o cargo de vice-chanceler de Bradford de 1 de Outubro de 2001 a 30 de abril de 2007, quando se aposentou da universidade. Taylor assumiu a partir de Colin Bell, que esteve no posto entre 1998 e 2001 e que mais tarde foi vice-reitor na Universidade de Stirling. Bell morreu repentinamente em abril de 2003.

### Alojamentos
The Green, inaugurada em Setembro de 2011, é um novo alojamento estudantil construído a um custo de 40 milhões de libras. Projetada para uma existência ecologicamente correta, The Green alcançou a classificação mais alta para qualquer edifício no ranking BREEAM (95.05%), concedido para o desenvolvimento da construção e operação sustentável.

### Escolas
Os diversos cursos disponíveis na Universidade foram divididos em cinco "escolas" acadêmicas que cobrem uma ampla gama de especialidades. Quatro são baseadas no campus da cidade e compartilham muitas instalações, enquanto a Escola de Administração está a curta viagem de ônibus.

#### Engenharia e Informática
Em 1 de Outubro de 2013, a Escola de Engenharia, Design e Tecnologia e a Escola de Computação, Informática e Mídia foram fundidas para formar a Escola de Engenharia e Informática. Esta é composta por três escolas: a Escola de Engenharia (Mecânica, Médica, Civil e Química), a Escola de Engenharia Elétrica e Ciência da Computação (Engenharia Elétrica e Eletrônica, Computação e Matemática) e a Escola de Mídia, Design & Tecnologia (Mídia e Design)
A seguir estão descritas as antigas escolas:

##### Computação informática e Mídia
Esta era a segunda maior da Escola da Universidade, sendo composta pelos departamentos de Informática, Escola de Mídia (BMS), Tecnologia Criativa (CT) e Matemática. Oferecia mais de 40 cursos de graduação e pós-graduação em diversas áreas, incluindo computação, Tecnologia da Informação e Comunicação, robótica, matemática, mídia e televisão. A Escola possuía uma forte cultura de investigação, com mais de 100 alunos matriculados em cursos de Mestrado/Doutorado.
O Departamento de Computação foi um dos primeiros no Reino Unido a executar um curso de Mestrado em Computação, em 1967. Os cursos de graduação tiveram início em 1970.
O departamento de Imagem Eletrônica e Comunicação de Mídia (EIMC) foi fundado em 1991 e desenvolvia seus cursos em conjunto com a Escola de Arte, Design e Têxteis da Bradford and Ilkley Community College (agora conhecida como Bradford College) e a National Museum of Photography, Film and Television (atual National Media Museum). Foi um dos primeiros departamentos a oferecer cursos de Licenciatura em tecnologia de mídia, passando a apresentar algumas das primeiras graduações em animação e jogos de computador, e, mais recentemente, expandindo para oferecer uma nova gama de cursos semelhantes de Bacharelado. Hoje, a Escola não funciona em associação com a Bradford College, mas reforçou a sua relação com o National Media Museum.
Um sistema de edição de vídeo não-linear foi batizado em homenagem ao diretor de cinema Tony Richardson, nascido em Shipley, West Yorkshire, e foi inaugurado por sua filha, a atriz Natasha Richardson, em 1996.
Em 2007 a Escola lançou uma parceria com a East Coast Media no Grimsby Institute e o National Media Museum para concorrer ao status de Media Academy, que foi concedida em 2008. O credenciamento abrange principalmente os cursos da Bradford Media School.
A parte central da escola é a Unidade de Inovações, que oferece a expertise de especialistas para empresas comerciais e sociais. Esta colaboração é parte de uma iniciativa do Governo Britânico chamado Transferência de Conhecimento (Knowledge Transfer), que também inclui parcerias com empresas nacionais e internacionais. A unidade é a casa do "Simula", que usando transferência de conhecimentos e recursos para projetos comerciais incluindo o sistema de captura de movimento da Escola para vídeo games, entre eles Driver: Parallel Lines, World Snooker Championships and GTR.

##### Engenharia, Design e Tecnologia
A universidade herdou vários cursos de engenharia do Bradford Institute of Technology, e alguns deles, tais como o de Engenharia Civil, ainda são ensinados hoje. Todos os cursos de engenharia são credenciados pelo seu respectivo instituto. A escola também tem um grande número de opções de graduação e pós-graduação em design e tecnologia. Suas áreas de pesquisa incluem engenharia automotiva, polímeros, telecomunicações e engenharia de materiais avançados.
Desde o estabelecimento da Universidade em 1966, os ramos da engenharia foram ensinados em departamentos separados. Quando a reorganização das três faculdades ocorreu, uma única Escola de Engenharia, Design e Tecnologia foi criada e incorporou o Departamento de Engenharia Mecânica, o Departamento de Engenharia Civil e Estrutural, o Departamento de Engenharia Elétrica e Eletrônica e o Departamento de Estudos Industriais.
O departamento de Engenharia Química foi fechado pouco antes da criação da nova escola. No entanto, em 2010, um curso de graduação em Engenharia Química foi relançado em 2010 com o apoio do Instituto de Engenheiros Químicos. Em 2012, um curso de pós-graduação também foi lançado.

#### Estudos da Saúde

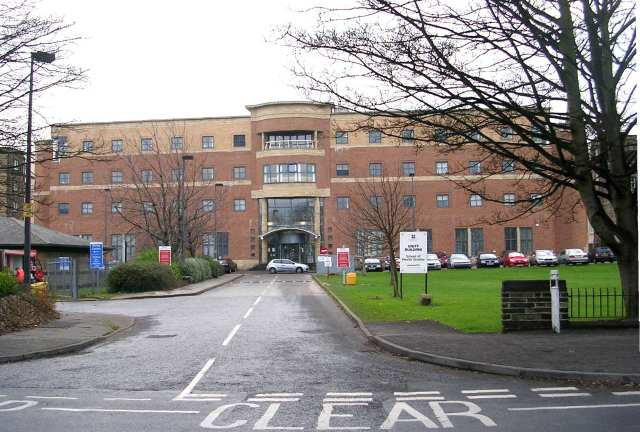
Edifício da Escola de Estudos da Saúde, em Trinity Road

Anteriormente chamada Bradford and College of Health, esta tornou-se parte da Universidade de Bradford em 1996; antes era uma faculdade associada com a Universidade para validação de seus graus e diplomas. A Escola mudou-se para o Edifício Horton, no campus principal, que sofreu grande remodelação em 2011. O edifício foi ampliado e outro andar adicionado para acomodar a Escola, que previamente localizava-se em um local separado em Trinity Road, cerca de 10 minutos a pé do campus principal e perto de St. Luke's Hospital.
Ela é especializada em cursos de enfermagem, fisioterapia, obstetrícia, terapia ocupacional e radiografia. Um curso de especialização em terapia medicamentosa é executado pelo departamento, além de cursos em tempo parcial sobre estudos de demência. Os alunos do departamento são, em grande parte do sexo feminino, com uma maior proporção de estudantes maduros.

#### Ciências da Vida
A Escola de Ciências da Vida tem o maior número de estudantes de todas as escolas, com mais de 2.000 alunos admitidos para uma variedade de cursos de graduação nas áreas de Ciências Biomédicas, Química e Ciência Forense, Ciências Clínicas, Optometria, Farmácia, Arqueologia, Ciências Ambientais e Geográficas.
A Escola de Optometria e Ciências da Visão de Bradford (BSOVS) tem a sua própria Clínica de Olhos, situado nas proximidades do Science Park, proporcionando atenção básica para a comunidade local em conjunto com um centro de treinamento do aluno. O BSOVS também fornece uma variedade de outros serviços clínicos como, por exemplo, uma unidade de eletro-diagnóstico aberta em Outubro de 2010.
A Divisão de Química e Ciência Forense executa cursos de ciência forense em conjunto com a Divisão de Ciências Biomédicas, e mais cursos de graduação e de pós-graduação estão sendo desenvolvidos na área de Biotecnologia. A Divisão de Ciências Biomédicas também é um dos principais contribuintes para uma nova graduação em Ciências Clínicas, que começou em 2002. O Instituto de Terapeutica do Câncer tem uma excelente reputação para a pesquisa e possui estreita colaboração com o pessoal de outras divisões dentro da escola.
A Divisão de Arqueologia, Geografia e Ciências Ambientais está localizada em um moinho do século XIX, uma habitação com extensas instalações especializadas. Anteriormente uma escola separada, ela foi fundida com as Ciências da Vida em 2006.

#### Administração
A Bradford School of Management (Escola de Administração de Bradford) está localizada 3 milhas (4,8 km) distante do campus principal, em Emm Lane. Ela ministra cursos em negócios, finanças, contabilidade, administração e marketing. A partir de 2005, o departamento começou a ministrar um curso de bacharelado em direito. Possui vários mestrados, programas de MBA e doutorado.
Sua pesquisa é internacional e interdisciplinar, com cinco principais grupos de investigação que abrangem todas as principais áreas de gestão, e possui ligações de cooperação e acordos de intercâmbio com 20 universidades nos Estados Unidos, Austrália, Canadá, Dinamarca, França, Holanda, Espanha e Suécia.

#### Estudos Sociais e Internacionais
A Escola de Estudos Sociais e Internacionais abrange as áreas de desenvolvimento, economia, ciências humanas (incluindo Inglês e História), política, relações internacionais, estudos sobre a paz, psicologia, criminologia e serviço social. A escola oferece uma gama de cursos de graduação e pós-graduação e um número de áreas de pesquisa ativos, especialmente em resolução de conflitos.
O recém-lançado Centro de Estudos de Psicologia oferece um curso de psicologia para alunos de graduação, credenciado pela British Psychological Society. Em 2008, Robert Winston inaugurado oficialmente os novos laboratórios de psicologia da arte, para o ensino e pesquisa. Um dos mais populares cursos da Universidade, o National Student Survey classificou a Psicologia de Bradford como estando dentro do Top 5 no Reino Unido com 94% de Satisfação dos Alunos.

## Vida Estudantil

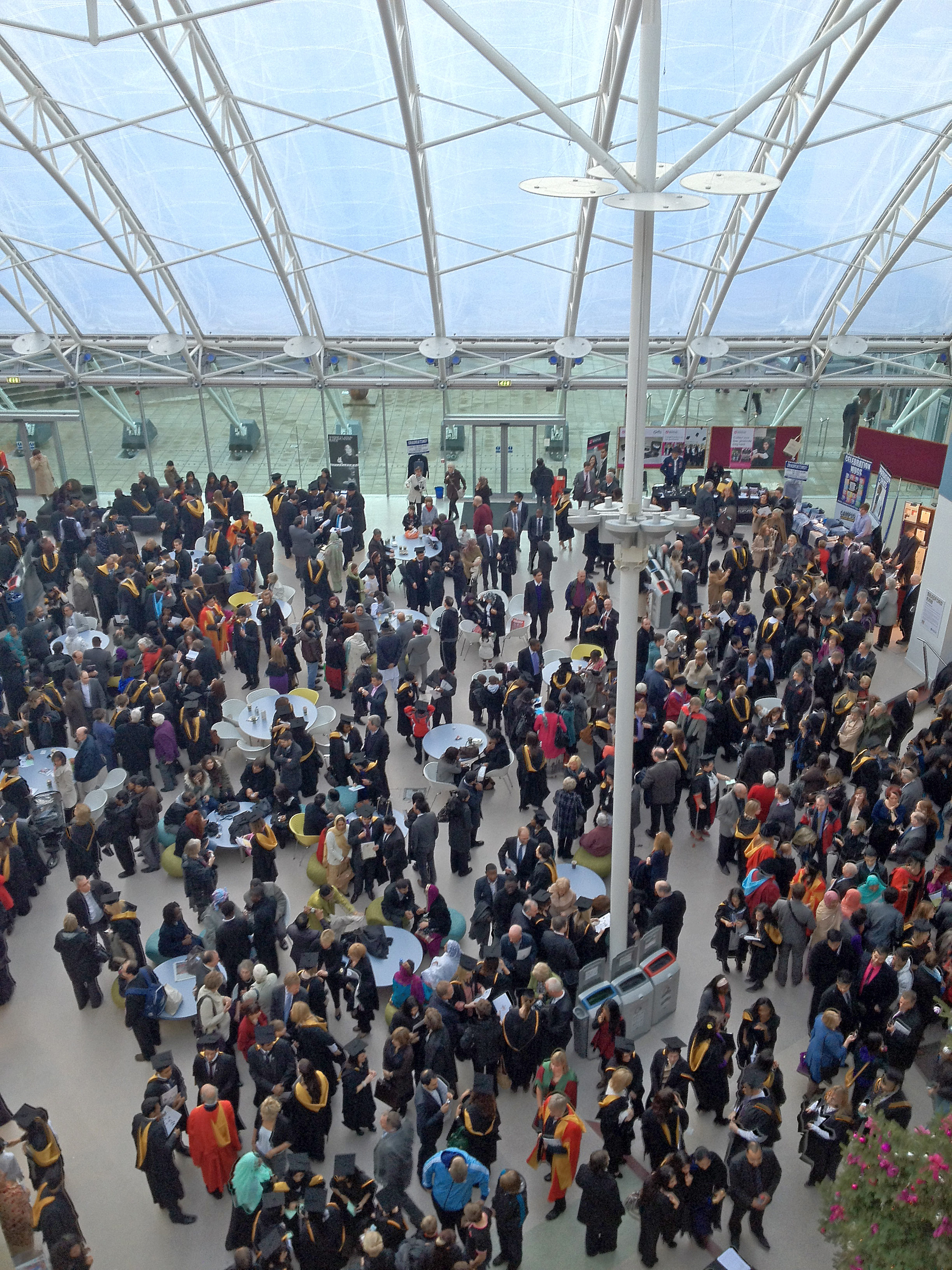
Dia de formatura no átrio da Universidade

### União dos Estudantes
A associação à União dos Estudantes de Bradford (University of Bradford Union, também identificada pela sigla UBU) é automática após a confirmação da inscrição. A UBU possui uma loja, vários bares, serviços de aconselhamento, uma estação de rádio, um jornal, cinema e outras possibilidades de entretenimento. É dirigida por um comitê executivo de seis diretores em tempo integral e até seis diretores executivos a tempo parcial, eleitos anualmente. O comitê é incomum por não ter um presidente: o cargo foi abolido por Shumon Rahman, em 2001, que foi eleito o primeiro presidente asiático da União em 2000.

#### Atividades
Os alunos podem fazer uso do centro de fitness e estilo de vida exclusivo, que está localizado no campus. As instalações do centro incluem sala de fitness, uma piscina coberta de 25 metros e uma parede de escalada.
O maior envolvimento dos alunos na sua União vem através dos clubes desportivos através da União de Atletismo (Athletics Union), vulgarmente conhecida como AU, e as sociedades por meio da Federação de Sociedades (Societies Federation). Existe uma grande variedade de ambas, incluindo muitas sociedades relacionadas aos cursos, tais como a Associação dos Estudantes de Óptica Oftálmica de Bradford (Bradford Ophthalmic Optics Student Association). Os alunos também são livres para começar suas próprias sociedades.
A União dos Estudantes possui a Ramair, uma das mais antigas estações de rádio estudantis em atividade no Reino Unido e que sediou a Conferência de Rádio Estudantil em 2012. Há ainda um jornal estudantil e o Bradford Student Cinema, que exibe regularmente lançamentos recentes para alunos e funcionários de forma gratuita.

### University Challenge
A Universidade de Bradford venceu o University Challenge, um quiz show da TV britânica transmitido pela BBC, em 28 de Janeiro de 1979, derrotando a Universidade de Lancaster na terceira rodada por 215 a 160. Ela foi menos bem sucedida em 2004, alcançando apenas 35 pontos, a terceira menor pontuação conjunta já registrada no programa.

## Ex-estudantes notáveis
- Melih Abdulhayoglu - Fundador & CEO da Comodo Group
- Rinchinnyamyn Amarjargal - Ex-Primeiro-Ministro da Mongólia
- Nick Baines - Bispo de Bradford e radiodifusor
- Amjad Bashir - Membro do Parlamento Europeu pela região de Yorkshire and the Humber, e integrante do Independence Party
- John Beaman - Político das Ilhas do Canal
- Crawford W. Beveridge - Vice-presidente executivo e Chairman da Sun Microsystems
- Roland Boyes - Político britânico, membro do Partido Trabalhista do Reino Unido
- Alex Brummer - Jornalista
- Jean-Jacques Burnel - Baixista da banda The Stranglers
- David Chaytor - Político britânico, membro do Partido Trabalhista
- Chakufwa Chihana - Ativista pró-democracia do Malawi, sindicalista e segundo Vice-Presidente Malawiano
- Michael Clapham - Político britânico, membro do Partido Trabalhista
- Nexhat Daci - Ex-presidente da Assembleia do Kosovo
- Paul Donovan - CEO da Eircom Group
- Saeb Erekat - Chefe do Comitê de orientação e monitorização da Organização para a Libertação da Palestina (OLP)
- Dama Janet Finch - ex-vice chanceler da Keele University
- Martin Fletcher - Correspondente da NBC para o Oriente Médio
- Kevin Gaskell - CEO do CarsDirect.com para a Europa, ex-diretor gerente da BMW na Grã-Bretanha
- John Gater - geofísico arqueológico e apresentador de TV
- Tori Good - Meteorologista da BBC
- John Hegley - Poeta performático
- Stephen Hesford - Político britânico, membro do Partido Trabalhista
- David Hinchliffe - Político britânico, membro do Partido Trabalhista
- Mo Ibrahim - Empresário
- Frederick William Jowett - Político britânico, membro do Partido Trabalhista
- Riek Machar - Ex-Vice-presidente do Exército Popular de Libertação do Sudão (SPLM, sigla em inglês). Líder do movimento rebelde do Sudão do Sul. 2013-
- Bernard Mariette - Presidente mundial da Quiksilver
- Steve McCabe - Político britânico, membro do Partido Trabalhista
- Jon McGregor - Escritor
- Mehran Karimi Nasseri - Refugiado iraniano que viveu no Aeroporto Charles de Gaulle, em Paris
- Iffy Onuora - Ex-jogador de futebol
- Tony O'Reilly - Chairman do Independent News & Media Group, ex-CEO da H.J. Heinz Company
- John Pienaar - Jornalista daBBC
- Susan Price - Vice-chanceler da Leeds Metropolitan University
- Linda Riordan - Político britânico, membro do Partido Trabalhista
- Kate Swann - CEO da WH Smith
- Ann Taylor, Baronesa Taylor de Bolton - Ministra de Estado para Defesa Internacional e Segurança
- Julian Thomas - Professor de arqueologia da Universidade de Manchester e autor do livro Understanding The Neolithic (Compreendendo o Neolítico)
- Sadegh Zibakalam - Professor iraniano, escritor e analista político